# La Moraleja (métro de Madrid)
La Moraleja est une station de la ligne 10 du métro de Madrid. Elle est située sous le croisement entre l'avenue de Bruxelles et l'avenue de l'Ermite, à Alcobendas, dans la communauté de Madrid.

## Situation sur le réseau
Établie en souterrain, la station La Moraleja est située sur la ligne 10 du métro de Madrid, entre Marqués de la Valdavia et La Granja.

## Histoire
La station ouvre au service commercial le 26 avril 2007, à l'occasion du prolongement de la ligne 10 du métro vers San Sebastián de los Reyes.